# いさやまもとこ
いさやま もとこ（1964年 - ）は、日本の漫画家。東京都板橋区生まれ、在住。1983年にデビュー。

## 来歴
1964年、東京都板橋区に生まれる。1983年にデビューを果たす。
2018年、ダイエットに成功したと考えるも、バセドウ病を発症していたという体験を記したエッセイ『あたい、美人病になりました！ バセドウ病4年生のぼやきまくり日記』を発表。発表の時点で発症して4年が経過しており、治療を続けている。

## 作品リスト

### 連載
- ダイナマイトモコの漫論風発！大まんろん（『まんが笑ルーム』1994年9月号[5] - 1998年2月号[6]）
- あぶらみアワー（『まんが笑ルーム』1998年5月号[7] - 2000年8月号[8]（最終号））

### 書籍
- 『カンガルーガール』けいせい出版、1988年、ISBN 4874443877
- 『湯の花天使』リイド社〈SPコミックス〉、1990年 - 1991年、全2巻
  1. 1990年、ISBN 4-845807580
  2. 1991年4月[9]、ISBN 4845807599
- 『テンちゃん』竹書房〈バンブーコミックス〉、1996年 - 、既刊1巻（1996年8月現在）
- 『ねこモコぐうすか』[10]小学館、1998年、ISBN 4-09-396331-2
  - 『ねこモコぽかぽか』[11]小学館、2001年、ISBN 4-09-396332-0
  - 『ねこモコ動物大行進』ゴマブックス、2007年11月5日発売、ISBN 978-4777107957
- 『太陽さん モコの老人介護の現場だより』竹書房、2001年、ISBN 4-8124-0835-0
- 『超簡単プチダイエット お試しカタログ99+1』太陽企画出版、2003年、ISBN 4884663845
- 『元気が出る介護』主婦と生活社、2004年、ISBN 4391129116
- 『あたい、美人病になりました！ バセドウ病4年生のぼやきまくり日記』講談社、2018年5月30日発売[4]、ISBN 978-4-06-221037-9
- 『筋肉改造人間･モコ！』少年画報社〈ヤングキングコミックス〉、2019年[12][13]、上下巻 - 電子書籍限定

### 書籍（共著）
- 『ずぼらママのお気楽アトピー育児』文：大平一枝、ベストセラーズ、1996年、ISBN 4584182515 - 漫画担当